# Emanuele Dotto
Emanuele Dotto (Genova, 21 giugno 1952) è un giornalista, conduttore radiofonico e conduttore televisivo italiano.

## Biografia
Laureato con lode e abbraccio accademico in Storia medievale, muove i primi passi nel giornalismo all'inizio degli anni settanta scrivendo di calcio dilettantistico per la Gazzetta del Lunedì, settimo numero del Corriere Mercantile dove è assunto come praticante nel 1975. Per due anni lavora poi, seguendo soprattutto la cronaca, nella redazione genovese de Il Giornale.
Il suo esordio in Rai risale al 1980, quando entrava a far parte della redazione del Giornale Radio Rai. Nello stesso anno effettua la sua prima radiocronaca sportiva (Berloni-Scavolini di pallacanestro).
Risalgono al 1982 le sue prime radiocronache di incontri di calcio (la prima in assoluto fu l'incontro di Serie B Varese-Lazio 1-1 del 17 gennaio 1982) nella storica trasmissione Tutto il calcio minuto per minuto, commentando per lo più le partite del Genoa e della Sampdoria, dallo stadio Luigi Ferraris di Genova. Negli anni 2000 diventa una delle voci principali anche per le coppe europee ed è spesso seconda voce di Tutto il calcio minuto per minuto, allorché i colleghi Repice, Orlando o Delfino sono impegnati in anticipi e posticipi serali.
Oltre che di calcio si è occupato anche dei Gran Premi di Formula 1 (fino al 2008), dei tornei di tennis, alternandosi con Doriana Laraia, e di ciclismo, insieme, nel corso degli anni, ad Antonello Orlando, Giovanni Scaramuzzino, Tarcisio Mazzeo, Antonello Brughini e Manuel Codignoni. Dal 2002 ha presentato ogni anno, ad eccezione del 2016-2017, il contenitore sportivo Sabato Sport, in onda su Radio 1 il sabato pomeriggio.
Ha raccontato otto edizioni dei Giochi Olimpici Estivi (in tali occasioni aggiunge agli sport seguiti anche il canottaggio) e a tre edizioni dei Giochi Olimpici Invernali, nonché otto Mondiali di calcio e svariate edizioni di Giro d'Italia, Tour de France (su tutte l'edizione vinta dall'italiano Vincenzo Nibali nel 2014) Mondiali e Classiche di ciclismo.
Durante una tappa del 92º Giro d'Italia, Dotto fu vittima di un incidente in motocicletta che gli costò un mese e mezzo di riposo e di ingessatura. Dal 2010, il suo posto fu preso dall'ex ciclista Massimo Ghirotto. Dall'ottobre 2010 è subentrato ad Antonello Orlando, passato a Rai Sport, nel ruolo di prima voce del ciclismo.
Dotto è stato anche ospite in varie trasmissioni sportive televisive. Ha partecipato come ospite alla trasmissione di Rai 2 Compagni di squola, condotta da Pino Insegno. Ha condotto per due stagioni gli speciali mattutini dedicati al Giro d'Italia su Rai 3. Il 25 giugno 2008 durante la semifinale degli Europei in Austria e Svizzera tra Germania e Turchia su Rai 1 un black-out sul circuito internazionale fa saltare le immagini e il collegamento col telecronista Gianni Cerqueti: viene così messa in onda in tv, per alcuni minuti, la radiocronaca che Dotto sta nel frattempo effettuando su Radio 1. Il 26 novembre 2008 Emanuele Dotto compare nel Tg sport delle 18:10 su Rai 2, in collegamento diretto con Cluj (Romania) per le ultimissime sull'incontro di UEFA Champions League tra Cluj e Roma, partita di cui cura anche le interviste ed i collegamenti post-partita all'interno di Un mercoledì da campioni condotto, sempre su Rai 2, da Paola Ferrari.
Il 4 maggio 2014, dopo oltre trent'anni di carriera, è lui che annuncia per la prima volta uno scudetto all'interno di Tutto il calcio minuto per minuto, essendo l'inviato allo stadio Cibali per Catania-Roma 4-1, risultato che permette alla Juventus di laurearsi campione senza scendere in campo. In questa circostanza, nell'annunciare uno dei gol catanesi, riutilizza la leggendaria espressione radiofonica Clamoroso al Cibali!.
La sua esperienza televisiva si arricchisce a partire dalla stagione 2016-2017, allorché entra nel cast fisso della trasmissione Quelli che il calcio su Rai 2, con il compito di seguire ed aggiornare in diretta tutte le partite della domenica pomeriggio, ruolo mantenuto fino al 1º marzo 2020.
È fratello di Matteo Dotto, giornalista di Mediaset. Mentre Matteo è un tifoso del Torino, Emanuele è da sempre un tifoso dell'Alessandria, che da bambino ha fatto in tempo a veder giocare in Serie A con Gianni Rivera.
Il 2 giugno 2019, al termine della radiocronaca dell'ultima tappa del Giro d'Italia, annuncia la conclusione delle sue radiocronache in Rai.